# Empis squamipes
Empis squamipes är en tvåvingeart som beskrevs av Daniel William Coquillett 1903. Empis squamipes ingår i släktet Empis och familjen dansflugor. Inga underarter finns listade i Catalogue of Life.